# Coppa del Mondo di slittino 1985
La Coppa del Mondo di slittino 1984/85, ottava edizione della manifestazione organizzata dalla Federazione Internazionale Slittino, ebbe inizio il 15 dicembre 1984 a Sarajevo, in Jugoslavia, e si concluse il 10 marzo 1985 ad Oberhof, nella Repubblica Democratica Tedesca. Furono disputate 17 gare, sei nel singolo donne e nel doppio e cinque nel singolo uomini, in 6 differenti località. Nel corso della stagione si tennero anche i Campionati mondiali di slittino 1985 ad Oberhof, nella Repubblica Democratica Tedesca, competizione non valida ai fini della Coppa del Mondo.
Le coppe di cristallo, trofeo conferito ai vincitori del circuito, furono assegnate all'italiano Norbert Huber per quanto concerne la classifica del singolo uomini, che bissò la vittoria nella specialità del doppio in coppia con l'altro azzurro Hansjörg Raffl, mentre la tedesca orientale Cerstin Schmidt conquistò il trofeo del singolo donne.

## Risultati
| Data                | Località     | Nazione        | Specialità       | Primi classificati                         | Secondi classificati                                      | Terzi classificati                               |
| ------------------- | ------------ | -------------- | ---------------- | ------------------------------------------ | --------------------------------------------------------- | ------------------------------------------------ |
| 15-16 dicembre 1984 | Sarajevo     | Jugoslavia     | Donne – Singolo  | Andrea Hatle Germania Ovest                | Marie-Luise Rainer Italia                                 | Veronika Oberhuber Italia                        |
| 15-16 dicembre 1984 | Sarajevo     | Jugoslavia     | Uomini – Singolo | Hansjörg Raffl Italia                      | Paul Hildgartner Italia                                   | Johannes Schettel Germania Ovest                 |
| 15-16 dicembre 1984 | Sarajevo     | Jugoslavia     | Uomini – Doppio  | Hansjörg Raffl Norbert Huber Italia        | Thomas Schwab Wolfgang Staudinger Germania Ovest          | Stefan Ilsanker Georg Hackl Germania Ovest       |
| 12-13 gennaio 1985  | Imst         | Austria        | Donne – Singolo  | Cerstin Schmidt Germania Est               | Ute Oberhoffner Germania Est                              | Annefried Göllner Austria                        |
| 12-13 gennaio 1985  | Imst         | Austria        | Uomini – Singolo | annullata                                  | annullata                                                 | annullata                                        |
| 12-13 gennaio 1985  | Imst         | Austria        | Uomini – Doppio  | Georg Fluckinger Franz Wilhelmer Austria   | Hans Joachim Menge Detlef Bertz Germania Est              | Thomas Schwab Wolfgang Staudinger Germania Ovest |
| 18-19 gennaio 1985  | Igls         | Austria        | Donne – Singolo  | Natal'ja Lisica Unione Sovietica           | Nadežda Šmitova Unione Sovietica                          | Marie-Luise Rainer Italia                        |
| 18-19 gennaio 1985  | Igls         | Austria        | Uomini – Singolo | Norbert Huber Italia                       | Gerhard Sandbichler Austria                               | Markus Prock Austria                             |
| 18-19 gennaio 1985  | Igls         | Austria        | Uomini – Doppio  | Hansjörg Raffl Norbert Huber Italia        | Georg Fluckinger Franz Wilhelmer Austria                  | Hans Joachim Menge Detlef Bertz Germania Est     |
| 2-3 febbraio 1985   | Hammarstrand | Svezia         | Donne – Singolo  | Steffi Martin Germania Est                 | Ute Oberhoffner Germania Est                              | Annefried Göllner Austria                        |
| 2-3 febbraio 1985   | Hammarstrand | Svezia         | Uomini – Singolo | Markus Prock Austria                       | Michael Walter Germania Est                               | Norbert Huber Italia                             |
| 2-3 febbraio 1985   | Hammarstrand | Svezia         | Uomini – Doppio  | René Keller Lutz Kühnlenz Germania Est     | Jörg Hoffmann Jochen Pietzsch Germania Est                | Hansjörg Raffl Norbert Huber Italia              |
| 23-24 febbraio 1985 | Königssee    | Germania Ovest | Donne – Singolo  | Steffi Martin Germania Est                 | Andrea Hatle Germania Ovest                               | Ute Oberhoffner Germania Est                     |
| 23-24 febbraio 1985 | Königssee    | Germania Ovest | Uomini – Singolo | Norbert Huber Italia                       | Georg Hackl Germania Ovest                                | Michael Walter Germania Est                      |
| 23-24 febbraio 1985 | Königssee    | Germania Ovest | Uomini – Doppio  | Jörg Hoffmann Jochen Pietzsch Germania Est | Stefan Fischer Maximilian Burghardtswieser Germania Ovest | René Keller Lutz Kühnlenz Germania Est           |
| 9-10 marzo 1985     | Oberhof      | Germania Est   | Donne – Singolo  | Cerstin Schmidt Germania Est               | Ute Oberhoffner Germania Est                              | Gabriele Kohlisch Germania Est                   |
| 9-10 marzo 1985     | Oberhof      | Germania Est   | Uomini – Singolo | Jens Müller Germania Est                   | Thorsten Görlitzer Germania Est                           | Jörg Hoffmann Germania Est                       |
| 9-10 marzo 1985     | Oberhof      | Germania Est   | Uomini – Doppio  | Jörg Hoffmann Jochen Pietzsch Germania Est | René Keller Lutz Kühnlenz Germania Est                    | Thomas Schwab Wolfgang Staudinger Germania Ovest |

## Classifiche

### Singolo uomini
| Pos. | Nome                | Nazione       |
| ---- | ------------------- | ------------- |
| 1    | Norbert Huber       | Italia        |
| 2    | Markus Prock        | Austria       |
| 3    | Gerhard Sandbichler | Austria       |
| 3    | Wolfgang Schädler   | Liechtenstein |

### Singolo donne
| Pos. | Nome               | Nazione      |
| ---- | ------------------ | ------------ |
| 1    | Cerstin Schmidt    | Germania Est |
| 2    | Ute Oberhoffner    | Germania Est |
| 3    | Marie-Luise Rainer | Italia       |

### Doppio
| Pos. | Nome                             | Nazione      |
| ---- | -------------------------------- | ------------ |
| 1    | Hansjörg Raffl Norbert Huber     | Italia       |
| 2    | Georg Fluckinger Franz Wilhelmer | Austria      |
| 3    | René Keller Lutz Kühnlenz        | Germania Est |